# هیوگز تاراوال
هیوگز تاراوال (انگلیسی: Hugues Taraval; ۲۷ فوریهٔ ۱۷۲۹ – ۱۹ اکتبر ۱۷۸۵) نقاش اهل فرانسه بود.

## زندگی
تاراوال سال ۱۷۲۹ در پاریس زاده شد.

## جوایز
وی همچنین برندهٔ جوایزی همچون جایزه بزرگ رم شده‌است.